# Tournoi féminin des moins de 20 ans de l'Union nord-africaine de football 2019
Navigation
Tunisie 2023
Le Tournoi féminin des moins de 20 ans de l'UNAF 2019 est la première édition du Tournoi féminin des moins de 20 ans de l'Union nord-africaine de football. La compétition a lieu au Maroc dans la ville de Tanger du 1er au 8 octobre 2019.
C'est le Maroc qui remporte cette première édition de la compétition, organisée sur son sol.

## Format
La compétition se déroule sous forme d'un petit championnat à l'issue duquel l'équipe qui termine à la première place remporte  le tournoi.

## Participants
- Algérie
- Burkina Faso (invité)
- Maroc (hôte)
- Tunisie
- Égypte (forfait)
- Libye (forfait)

## Lieu
Tanger est désignée comme ville hôte du tournoi.
| \| Localisation sur la carte du Maroc · Tanger \| Localisation sur la carte du Maroc Tanger. |
| Localisation sur la carte du Maroc · Tanger                                                  |

| Localisation sur la carte du Maroc · Tanger |

## Tournoi
| Rang | Équipe       | Pts | J | G | N | P | Bp | Bc | Diff |
| ---- | ------------ | --- | - | - | - | - | -- | -- | ---- |
| 1    | Maroc        | 9   | 3 | 3 | 0 | 0 | 7  | 4  | +3   |
| 2    | Burkina Faso | 6   | 3 | 2 | 0 | 1 | 5  | 3  | +2   |
| 3    | Algérie      | 3   | 3 | 1 | 0 | 2 | 10 | 5  | +5   |
| 4    | Tunisie      | 0   | 3 | 0 | 0 | 3 | 0  | 12 | −12  |

### Matches

#### Journée 1
| 3 octobre 2019 | Algérie                                                                       | 8–0 | Tunisie | Cité des Sports, Tanger |
|                | Khouloud Ournani 2e 35e 54e 58e 79e · Nassima Bekhti 5e 78e · Ikram Bahri 33e |     |         |                         |
|                | Rapport                                                                       |     |         |                         |

| 3 octobre 2019 | Burkina Faso                 | 1-2 | Maroc                                            | Cité des Sports, Tanger |  |
|                | Élodie Stella Goungounga 45e |     | 10e (pen.) Zoubida El Bastali · 47e Doha Ahmamou |                         |  |
|                | Rapport                      |     |                                                  |                         |  |

#### Journée 2
| 5 octobre 2019 | Tunisie | 0-2 | Burkina Faso                       | Cité des Sports, Tanger |
|                |         |     | 12e Adama Kongo · 19e Adili Kaboré |                         |
|                | Rapport |     |                                    |                         |

| 5 octobre 2019 | Maroc                                                                 | 3-1 | Algérie              | Cité des Sports, Tanger |  |
|                | Zoubida El Bastali 7e · Fatima Gharbi 19e · Zineb Redouani 37e (pen.) |     | 40e Khouloud Ournani |                         |  |
|                | Rapport                                                               |     |                      |                         |  |

#### Journée 3
| 7 octobre 2019 | Algérie          | 1-2 | Burkina Faso                                                    | Cité des Sports, Tanger |  |
|                | Inès Seghiri 79e |     | 23e Sara Windkoni Ilboudo · 35e (pen.) Élodie Stella Goungounga |                         |  |
|                | Rapport          |     |                                                                 |                         |  |

| 7 octobre 2019 | Tunisie | 0-2 | Maroc                                        | Cité des Sports, Tanger |
|                |         |     | 17e Yasmin Ben Houssine · 50e Sofia Bouftini |                         |
|                | Rapport |     |                                              |                         |

## References
1. ↑  « U20 : Participation De L’Equipe Nationale U20 Au Tournoi UNAF Tanger 2019 », sur FRMF official website, 24 septembre 2019.
2. ↑  « Tournoi féminin des U20F de l'UNAF à la Cité des sports de Tanger », sur faf.dz, 3 octobre 2019 (consulté le 14 mars 2023).